# Morire da cani
Morire da cani è un romanzo di Francisco Ayala pubblicato nel 1958. Racconta l'agonia della dittatura di Antón Bocanegra attraverso l'accumulo di prospettive fornite da documenti di ogni tipo accumulati dal cronista Luis Pinedo. Ha avuto numerose edizioni ed è stato tradotto nelle principali lingue.

## Trama
In un paese imprecisato dei tropici americani alla metà del siglo XX, Luis Pinedo intende scrivere la cronaca dell'assassinio del dittatore Antón Bocanegra e delle ripercussioni del crimine. Con questo obiettivo ha raccolto e organizzato documenti e testimonianze intorno alla figura di Bocanegra e al suo circolo di potere. In un primo momento, l'indagine di Pinedo si concentra sulle memorie autografe di Tadeo Requena, segretario e possibile figlio naturale del dittatore. Mentre assistiamo alla folgorante ascesa di Requena all'interno dell'apparato governativo, apprendiamo, attraverso altri testi forniti da Pinedo, i principali attori del complotto e il clima di corruzione politica e morale in cui versa il regime.

## Personaggi
- Luis Pinedo, narratore centrale e autoproclamato cronista degli eventi che circondano l'assassinio del presidente Bocanegra.
- Antón Bocanegra, il “Big Boss”, ex leader del movimento rivoluzionario Pelaos, grazie al quale arrivò al potere; Sebbene intervenga appena nel romanzo, la sua presenza è costante e la sua influenza è decisiva per il futuro del resto dei personaggi.
- Tadeo Requena, segretario particolare di Bocanegra, originario di San Cosme come lo stesso dittatore, che si dice sia figlio illegittimo.
- Doña Concha, moglie di Bocanegra e amante di Tadeo Requena; Sebbene all'inizio ci venga mostrato come un personaggio minore, man mano che il romanzo avanza la sua figura diventa sempre più importante.
- Lucas Rosales, senatore e principale oppositore del regime fino al suo assassinio per mano di Chino López.
- María Elena, figlia di Lucas Rosales e amica d'infanzia di Tadeo Requena.
- Luis Rosales, nominato ministro della Pubblica Istruzione dopo l'omicidio di suo fratello; È il mentore, e poi la vittima, di Tadeo Requena.
- Pancho Cortina, capo della polizia e braccio destro del terrore istituito da Bocanegra.

## Stile
Francisco Ayala ricorre alla tradizione di Cervantes per articolare Muertes de perro. Il personaggio narrante, interpretato da Luis Pinedo, afferma di aver trovato un manoscritto – il diario di Tadeo Requena – dal quale continuerà a raccogliere documenti di vario genere per comporre la trama del romanzo. Grazie alla tecnica del prospettivismo, l'autore mostra diversi punti di vista sugli avvenimenti, utilizzando direttamente i testi prodotti da alcuni personaggi: i resoconti dell'ambasciatore, le lettere di María Elena, gli articoli di stampa di Camarasa... La varietà dei registri linguistici di queste testimonianze e documenti testimoniano la maestria stilistica dell'autore.

## Tema
Alcuni elementi di Muertes de perro (la presenza di un leader militare e la sua ambientazione in un paese dell'America Latina, per esempio) hanno portato l'opera a inquadrarsi nel sottogenere del "romanzo dittatoriale". Tuttavia, ci sono stati diversi critici – oltre allo stesso autore – che sostengono che il tema principale punta in un’altra direzione: un’analisi della condizione umana in determinate situazioni sociali. Così, José María Merino afferma che "al di là del puro aneddoto e della cronaca distorta di un presunto conflitto in una dittatura caraibica, [Muertes de perro] offre una parabola tutt'altro che compiacente su alcuni aspetti dell'esperienza sociale degli esseri umani".

Lungo stesse linee, come sottolinea il professor José-Carlos Mainer: "è l'ordine umano individuale che risalta e diventa indimenticabile sul fregio congestionato del collettivo. Ed è la reazione di questi esseri all'esercizio del potere (come già avvenuto nei racconti degli Usurpatori) o di fronte alla tentazione della facile violenza (come spiegata ne La Testa dell'Agnello) che occupa il primo piano."

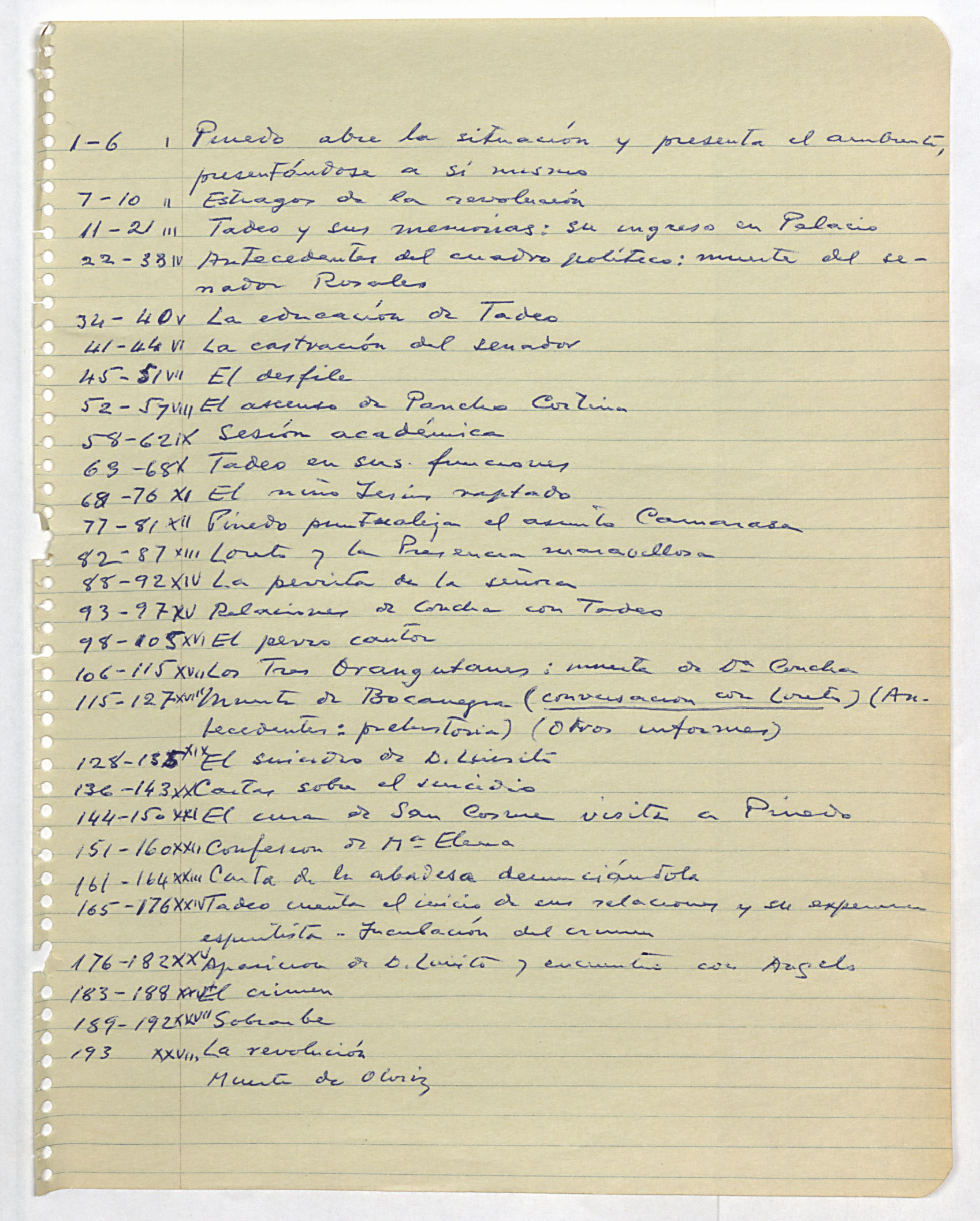
Indice di Muertes de perro scritto a mano da Francisco Ayala.

## Genesi dell'opera e storia editoriale
Troviamo la prima notizia della scrittura di Muertes de perro in una lettera di Ayala a José Ferrater Mora datata 16 novembre 1955; Nella lettera, scritta dall'Università di Princeton – dove Ayala ha tenuto un corso –, dice a Ferrater che dedica il suo tempo all'insegnamento e alla scrittura di "un romanzo più lungo...". Sulla stessa linea, dice a Eduardo Mallea, in una lettera del 31 dicembre 1955: “Sono ora impegnato in un lungo romanzo, che spero di portare avanti nei prossimi mesi”. Il mese successivo Ayala sarebbe tornata a Porto Rico e non avremo notizie del romanzo. fino alla primavera del 1957, anche grazie ad una lettera a Mallea, scritta in questa occasione da Parigi: «Continuo a lavorare al mio romanzo, senza fretta, poiché il mio ritmo è troppo lento per l'invenzione letteraria, ma ora anche senza sosta». Tuttavia, e nonostante la lentezza di scrittura con cui afferma di trovarsi, nel luglio dello stesso anno annunciò a Mallea che era già finito; Per la prima volta troviamo un riferimento a quello che sarà il titolo definitivo, nonostante una certa riluttanza iniziale da parte dello stesso Ayala: "Da parte mia, ho finito il romanzo a cui stavo lavorando e l'ho inviato a López Llausás. Ciò che resta è un piccolo libro di 200 pagine o poco più; e come succede di solito, e forse è sano che succeda, non mi piace più per niente. Non mi piace nemmeno il titolo che gli ho dato e spero di poterne trovare un altro prima che venga pubblicato. Ho vacillato tra “El fondo del vaso” e “Muertes de perro”; e quest'ultimo mi è sembrato più intonato, senza soddisfarmi affatto."
Nel contratto con la Editorial Sudamericana figura la data del 5 dicembre 1957. Il libro fu messo in vendita nel giugno 1958 a Buenos Aires. La prima edizione in Spagna è apparsa nella raccolta El Libro de Pocket di Alianza Editorial nel 1968. Muertes de perro ha visto numerose edizioni e ristampe, alcune delle quali con prologhi e testi introduttivi: con un prologo di Justo Navarro (Dibattito, 1990); con introduzione e note di José-Carlos Mainer e studio dell'opera di María Ángeles Naval (Vicens Vives, 1993); e con un'introduzione di Miguel García-Posada e un cenni biografici di Alberto Cousté (Círculo de Lectores, 1998). Da parte sua, Nelson Orringer ha preparato l'edizione critica nella raccolta Letras Hispánicas de Cátedra (1996). Fu pubblicato insieme a El Fondo del Vas nella collezione Austral di Espasa Calpe, con un prologo di Mariano Baquero Goyanes, nel 1981 e di nuovo nel 1991. È stato raccolto nel volume I, Narrativa (2012), delle opere complete dell'autore pubblicate da Galaxia Gutenberg / Círculo de Lectores. Nel 2014, la Reale Accademia Spagnola ha incluso Muertes de perro nella sua collezione III Centenario. L'edizione comprendeva studi di José María Merino e Carolyn Richmond . L'ultima edizione finora è stata pubblicata nel 2020 su Alianza Editoriale in un volume insieme a El Fondo del Vas.

## Traduzioni
- Inglese: Death as a Way of Life, traduzione di J. MacLean. New York: MacMillan, 1964; Londra, Michael Joseph, 1965.
- Italiano: Morire da cani, traduzione M. Vasto Dazzi. Milano: Longanesi, 1965. Morti come cani, traduzione di E. Minnella. Varese, Macchione Editore, 2007.
- Polacco: Zdechnac jak pies, trad. di H. C. Sliwinski. Cracovia: Wydawnictwo Literackie, 1977.
- Cinese: 惨死如狗, traduzione di Li Deming. Shanghai: Casa editrice di traduzione di Shanghai, 1999.
- Francese: Morts de chien, trad. Di J.J. Fleury e M. N. Fleury. Parigi: Autrement, 2000.
- Tedesco: Wie Hunde sterben, trad. di E. Brandenberger. Zurigo: Manesse, 2006.
- Ungherese: Rút halál, trad. di Andrea Imrei. Budapest: L'Harmattan, 2009.